# Pterasthenia shiraensis
Pterasthenia shiraensis är en insektsart som beskrevs av Stroyan 1952. Pterasthenia shiraensis ingår i släktet Pterasthenia och familjen långrörsbladlöss. Inga underarter finns listade i Catalogue of Life.